# Daron Acemoğlu
Daron Acemoğlu (ur. 3 września 1967 w Stambule) – turecko-amerykański ekonomista pochodzenia ormiańskiego, wykładowca akademicki, od 1993 roku działający w Stanach Zjednoczonych. Laureat Nagrody Banku Szwecji im. Alfreda Nobla w dziedzinie ekonomii za 2024 rok.

## Życiorys
Daron Acemoğlu urodził się 3 września 1967. W lipcu 1989 ukończył studia ekonomiczne na University of York (B.A.), rok później uzyskał tytuł magistra (MSc.) na London School of Economics (LSE), gdzie w listopadzie 1992 roku zdobył stopień doktora (PhD). W latach 1992–1993 wykładowca LSE, a od 1993 związany z Massachusetts Institute of Technology (MIT). Daron Acemoğlu ma podwójne obywatelstwo – amerykańskie i tureckie.
Jego zainteresowania naukowe obejmują m.in. ekonomię polityczną, zagadnienia rozwoju i wzrostu gospodarczego (m.in. rola technologii i innowacji, kapitału ludzkiego), kwestie nierówności płac i dochodów. Jego zdaniem za nierówności pomiędzy krajami odpowiadają instytucje polityczne i ekonomiczne, a nie np. klimat, geografia czy kultura. Jest opisywany mianem politycznego centrysty opowiadającego się za regulowaną gospodarką rynkową. Jeden z redaktorów naczelnych Review of Economics and Statistics (2001–2007) i Econometrica (od 2007).
W 2005 roku otrzymał John Bates Clark Medal. Uznawany za jednego z najczęściej cytowanych w dyskursie ekonomicznym ekonomistów XXI wieku.
14 października 2024 roku otrzymał wraz z Simonem Johnsonem i Jamesem Alanem Robinsonem Nagrodę Banku Szwecji im. Alfreda Nobla w dziedzinie ekonomii za „badania nad tym, jak powstają instytucje i jak wpływają na dobrobyt”.

## Wybrane publikacje
- Economic Origins of Dictatorship and Democracy, 2006 (z Jamesem Robinsonem)[1]
- Introduction to Modern Economic Growth, Princeton University Press, 2009[1]
- Why Nations Fail: Origins of Power, Poverty and Prosperity, Crown publishers (Random House), 2011 (z Jamesem Robinsonem)[1]; polskie wydanie Dlaczego narody przegrywają, 2014